# Woo Hee-jong

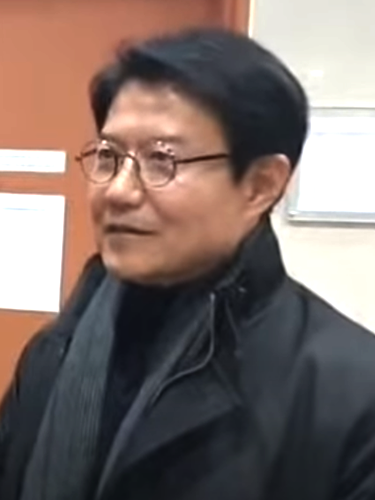
Woo Hee-jong

Woo Hee-jong (koreanisch 우희종, * 21. Januar 1958) ist ein südkoreanischer Professor und Politiker. Er lehrt und forscht seit 1992 an der veterinärmedizinischen Fakultät der Seoul Universität mit Schwerpunkt auf die Veterinärimmunologie. Er war zusammen mit Choi Bae-geun Vorsitzender der Plattform-Partei.
Nachdem er 1981 den Bachelor-Grad in Veterinärwissenschaft an der Seoul Universität erreicht hatte, beendete er das Master-Programm und die Promotion an der Universität Tokio. Danach arbeitete er in den Vereinigten Staaten an der University of Pennsylvania, Wistar-Institut und Harvard University. 2008 kritisierte er das Vorhaben der Lee Myung-bak-Regierung scharf, das US-amerikanische Rindfleisch zu weitaus gelockerten Bedingungen zu importieren, aufgrund des erhöhten BSE-Risikos im Vergleich zu den einheimischen Rindfleisch-Produkten. Im Frühjahr 2020 gründete er zusammen mit weiteren Kräften aus der Zivilgesellschaft die Plattform-Partei für die kommende Parlamentswahl im April und übernahm deren Vorsitz zusammen mit Choi Bae-geun.